# Affaire Enbom

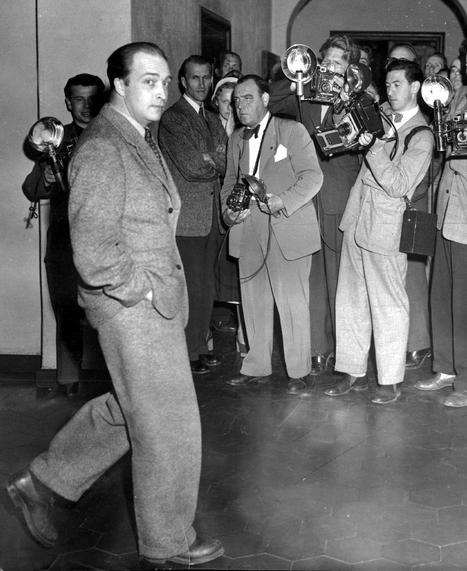
Fritiof Enbom lors de son procès en 1952.

L'affaire Enbom est l'une des affaires d'espionnage les plus retentissantes qu'ait connues la Suède. Le 11 février 1951, un journaliste communiste, Fritiof Enbom, est arrêté par la police suédoise. Il avoue rapidement être un espion à la solde de l'Union soviétique, mais affirme aussi être à la tête d'un réseau, localisé dans le grand nord suédois. En tout, ce sont six personnes qui sont jugées et condamnées en 1952, au terme d'un procès particulièrement médiatisé.
Quelques décennies plus tard, on s'accorde toutefois pour estimer qu'Enbom était avant tout un fabulateur, et que ses cinq coaccusés ont été condamnés à des peines trop lourdes eu égard aux crimes commis.

## Enbom: biographie partielle
Fritiof Enbom nait le 7 septembre 1918 dans la paroisse d'Överluleå (comté de Norrbotten). Ses parents, agriculteurs à Buddbyn, ont en tout cinq enfants. Malgré des origines modestes, il mène des études honorables, et passe avec succès son examen de fin de scolarité (avant l'entrée au lycée). Il effectue son service militaire, puis se rend à Stockholm où il rejoint le Secours rouge international, une association caritative liée à l'Internationale communiste. Il travaille notamment comme journaliste au sein du journal de l'association, Solidaritet.
Lorsque la guerre éclate en septembre 1939, Enbom retourne dans le Norrbotten. Il trouve un emploi au sein des chemins de fer suédois, se marie et est bientôt le père de deux enfants,. Il est affecté à la gare de Bjurå, en bordure de la ligne Boden-Haparanda. Là, il fréquente les membres du parti communiste local. C'est ainsi qu'il fait notamment la connaissance de Fingal Larsson, cheminot et communiste lui aussi. Les communistes de Bjurå se méfient d'Enbom qui, avec ses cheveux longs et ses habits mal ajustés, tranche avec les habitudes du parti. Ils lui reconnaissent toutefois des qualités humaines et rédactionnelles qu'ils mettent à profit.
Enbom entame bientôt une liaison avec une jeune femme, Lilian Ceder, journaliste au quotidien communiste Norrskensflamman à Luleå. Il abandonne sa famille pour s'installer à Boden, où il rejoint la rédaction locale du Norrskensflamman. Là, il fait la connaissance de Hugo Gjersvold, un employé civil de la Défense mis sur le banc en raison de ses sympathies communistes. Les deux hommes se lient d'amitié, sortent beaucoup et boivent sans modération. Après quelques épisodes d'ébriété au travail, Enbom est muté au siège du Norrskensflamman à Luleå, et finit par être renvoyé.
À l'automne 1950, Enbom retourne tenter sa chance à Stockholm, où il espère une nouvelle fois vivre de sa plume. Mais il n'y trouve guère de travail, et continue à abuser de la boisson. Lorsque Lilian Ceder l'y retrouve, il est « mal habillé, sent mauvais » et explique avoir « vécu sous une tente. » Ceder l'aide à trouver un logement chez l'habitant, et à l'automne 1951, Enbom s'installe chez les époux Jan et Inger Lodin,.

## Arrestations
La veille de Noël 1951, Enbom dine avec les époux Lodin. Après quelques verres, il se lance dans des révélations fracassantes : lui qui semble au premier abord être un raté, un bon à rien sans travail ni famille, est en réalité un espion de haut vol. Dans les années 1930, le Secours rouge international l'a envoyé comme observateur lors de la guerre civile en Espagne. Pendant les années 1940, il a transmis aux Soviétiques quantité de renseignements sur la ligne Kalix, la forteresse de Boden (en), et d'autres installations militaires du nord de la Suède. Il s'est rendu en Norvège pour y chercher les plans de la bombe atomique américaine, avant de les transmettre aux Russes. Il a capturé un agent finlandais, qu'il a livré aux autorités soviétiques après avoir traversé toute la Finlande en train. Les époux Lodin pensent d'abord à une plaisanterie.
Mais c'est une époque où les tensions est-ouest sont au plus haut, et où une autre affaire d'espionnage retentissante vient juste de se conclure, avec la condamnation aux travaux forcés d'Ernst Hilding Andersson. Sur les murs de la capitale suédoise, des affiches appellent la population à la vigilance. Les Lodin se décident finalement à prévenir la police, et le 13 janvier 1952, Jan Lodin est convoqué au ministère de la Défense, où l'attendent en personne le ministre de la Défense Torsten Nilsson et le chef de la Säpo, le commissaire Erik Lönn. Quelques jours plus tard, Lilian Ceder est interrogée. Elle confirme qu'Enbom lui a parlé de ses contacts à l'ambassade soviétique. Enbom est interpelé dans un rue de Stockholm le 11 février 1952.
Interrogé par la police, Enbom avoue être un espion, mais n'en reste pas là : il affirme avoir été à la tête d'un réseau, et donne les noms de plusieurs de ses connaissances du Norrbotten. Au cours du printemps 1952, les enquêteurs procèdent à l'audition d'une cinquantaine de personnes, pour finalement aboutir à sept mises en accusation, Enbom y compris. Lilian Ceder, qui avait été arrêtée le même jour qu'Enbom, est inculpée pour complicité. Hugo Gjersvold, l'employé civil de la Défense et compagnon de soûlerie d'Enbom à Boden, est arrêté le 11 mars. Au terme d'interrogatoires longs et éprouvants, il avoue avoir fourni à Enbom des informations sur la forteresse de Boden. Le 31 mars, Artur Karlsson, un vendeur de livre communiste, est interpelé puis inculpé pour avoir mis Enbom en contacts avec des agents soviétiques. Le 4 avril, c'est au tour de Fingal Larsson, le cheminot de Bjurå, d'être convoqué par les policiers. Soumis lui aussi à un régime d'interrogatoires pénible, il nie toute participation, mais est néanmoins inculpé. Les policiers retrouvent à son domicile un émetteur radio qui lui aurait permis de communiquer avec l'Union soviétique. Le 6 avril, Martin Enbom, le propre frère de Fritiof, est arrêté. Il reconnait avoir aidé Enbom à réunir des informations sur les installations de la Défense. Enfin, le septième inculpé est Tage Wickström, un employé du bureau de la construction à la forteresse de Boden,. Il sera toutefois mis hors de cause et relâché dès les premiers jours du procès.
La presse s'empare de l'affaire quelques jours après l'arrestation d'Enbom, et la pression médiatique ne retombera qu'après les procès. Article après article, détails et révélations se multiplient sur ce qui est présenté comme la plus grande affaire d'espionnage de l'histoire de la Suède,.

## Procès
Pour le procureur Werner Ryhninger, le dossier n'est pas aussi simple qu'il n'y parait. Les aveux de trois des protagonistes sont une chose, mais les éléments matériels sont peu nombreux : un pistolet qu'Enbom cachait chez les Lodin, une somme de mille couronnes retrouvée dans une cache à Djurgården, et l'émetteur radio que Larsson affirme avoir acheté pour ses enfants. Une grande partie de l'accusation repose sur les déclarations d'Enbom, et donc sur sa crédibilité. Or, celle-ci est rapidement mise à mal. On relève notamment qu'Enbom n'a jamais été titulaire d'un passeport, ce qui fragilise le récit de ses aventures en Espagne, en Norvège et en Finlande.
L'accusation bénéficie par contre des circonstances extérieures : le 13 juin 1952, un DC-3 suédois disparait au-dessus de la Baltique, et trois jours plus tard, un hydravion Catalina participant aux recherches est abattu par des chasseurs soviétiques. C'est le début de l'affaire du Catalina, et d'une période de tensions intenses entre la Suède et l'Union soviétique. Les habitants de Stockholm manifestent devant l'ambassade d'URSS, tandis que le ministre de la Défense Torsten Nilsson tient un discours à la radio nationale. C'est dans ce contexte que s'ouvre le procès de l'affaire Enbom devant le tribunal de Stockholm.
Le 31 juillet, le procureur Werner Ryhninger énonce sa plaidoirie à la radio. Quelques heures plus tard, les sentences tombent : travaux forcés à perpétuité pour Enbom et Gjersvold, sept ans pour Martin Enbom, cinq ans pour Larsson, un an et huit mois pour Karlsson, et enfin huit mois pour Lilian Ceder. Gjersvold, Larsson et Karlsson font immédiatement appel.
Pour le procès en appel, la défense souhaite mettre à mal la crédibilité d'Enbom. Le procureur refusant un examen psychiatrique, la défense fait appel à deux médecins qui se rendent dans le Norrbotten pour y rencontrer l'entourage d'Enbom, et ainsi dresser son portrait psychologique. Les deux médecins constatent d'une part des antécédents psychiatriques dans la famille d'Enbom, et d'autre part que ses proches le décrivent comme un beau parleur, voir un fabulateur. Leurs conclusions sont donc favorables à la défense. En réaction, le procureur nomme lui aussi un expert, qui constate également qu'Enbom est un menteur habile, mais qui en tire une tout autre conclusion : Enbom est fait pour le métier d'espion, basé sur la duplicité entre vie publique et vie cachée.
Le 18 novembre 1952, Larsson est acquitté en appel. Mais le procureur s'en remet à la Cour suprême, et Larsson écope finalement de deux ans de travaux forcés, tandis que la peine de Karlsson passe à trois ans. Pour Gjersvold, la perpétuité est confirmée.

## Suites
Fritiof Enbom est libéré après dix années de détention. Il s'installe à Stockholm, où il trouve un travail dans une imprimerie. Il refuse tout entretien avec la presse, et mène une existence discrète jusqu'à son décès le 11 septembre 1974,. Comme Lilian Ceder, et comme son frère Martin, Enbom n'a jamais fait appel de sa condamnation.
L'autre condamné à perpétuité, Hugo Gjersvold, retrouve quant à lui la liberté au bout de neuf ans. Il va ensuite, jusqu'à sa mort en 2002, se battre pour obtenir la révision de son procès, tout d'abord aux côtés d'Artur Karlsson – qui décède en 1976 – et de Fingal Larsson – décédé en 1992. En 1974 notamment, c'est l'avocat vedette Henning Sjöström qui prépare et dépose une requête en révision pour les trois hommes. Selon Sjöström, Gjersvold, Karlsson et Larsson ne sont coupables que d'avoir été communistes et d'avoir connu Enbom. La requête en révision est rejetée par la Cour suprême en avril 1975.
Après leur décès, les enfants de Hugo Gjersvold et Fingal Larsson continuent à se battre pour que soit reconnue l'innocence des deux hommes. Jusqu'ici (2012) toutes les demandes de révisions ont été rejetées par la cour suprême de Suède.

## Enbom: espion ou mythomane?

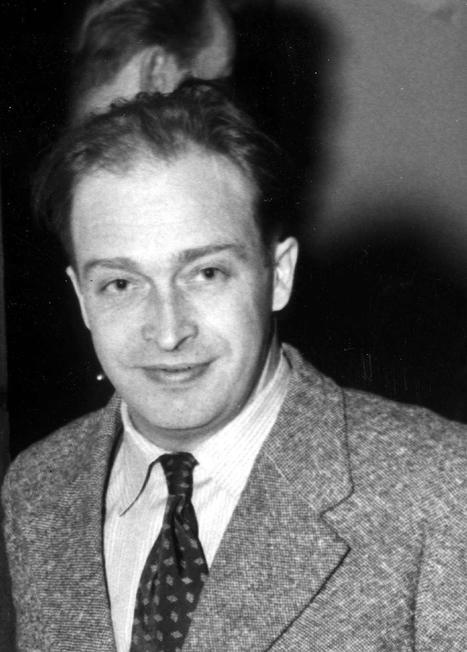
Fritiof Enbom en 1952.

Si aux yeux de la justice suédoise, les six condamnés de 1952 sont toujours coupables, le doute s'est infiltré dans l'opinion publique et dans les médias. L'absence d'éléments matériels venant étayer l'accusation, et la personnalité fantasque de Fritiof Enbom, pèsent sur la probité du verdict rendu. En 1974, le pédagogue et psychologue Arne Trankell écrit un livre dont le titre, que l'on pourrait traduire en français par « Élucubrations d'un rêveur à l'ombre de la guerre froide » est sans équivoque. Pour Trankell, Enbom est tout simplement un mythomane.
En janvier 1994, un ancien membre de la Säpo à la retraite, Lars Peter Lindroth, affirme à la télévision suédoise avoir la preuve qu'Enbom était bien un espion soviétique : des télégrammes interceptés à la fin des années 1950 donnent des informations sur son recrutement, auquel aurait effectivement participé Artur Karlsson. Le journaliste Tomas Bresky, qui se passionne pour l'affaire depuis le début des années 1980, ne trouve toutefois nulle trace de ces télégrammes dans les archives de la Säpo, pas plus que dans celles du FRA, ou encore de la NSA aux États-Unis. Il se rend à Moscou pour y rencontrer Vladimir Karpov, directeur du renseignement extérieur du KGB, qui affirme ne pas avoir retrouvé la trace d'Enbom dans ses propres archives.
L'historien militaire Stellan Bojerud s'est longuement penché sur le dossier Enbom. Selon lui, Enbom n'était pas un espion, mais un simple informateur, qui aurait pendant la guerre effectivement communiqué aux soviétiques des informations sur les convois de munitions allemands, et aurait par la suite continué à fournir des informations sur la Défense suédoise. Il aurait rencontré à quelques occasions des agents soviétiques, et se serait porté candidat pour devenir espion, mais cette candidature aurait été rejetée. L'opinion de Bojerud se base notamment sur le témoignage de Vladimir Mikhaïlovitch Petrov (en), un ancien officier du NKVD posté dans les années 1940 à Stockholm, et qui a plus tard fui vers l'Australie. Petrov affirme avoir été en contact dans les années 1940 avec un journaliste suédois, qui pourrait avoir été Enbom.

## Victimes de l'anticommunisme?
Simple informateur sans grande envergure, Enbom aurait donc choisi de se faire passer pour un espion de haut vol, et serait parvenu à mystifier policiers, médias, avocats et procureurs. Ce faisant, il entraine avec lui cinq autres personnes, dont la condamnation repose essentiellement sur ses déclarations. Si Lilian Ceder reconnait avoir aidé matériellement Enbom, elle affirme l'avoir fait par amour, et n'avoir jamais cru aux histoires d'espionnage dont il la régalait lorsqu'ils étaient amants. Fingal Larsson et Hugo Gjersvold admettent tous deux avoir eu avec Enbom des discussions, parfois alcoolisées, sur des sujets liés à la Défense de la Suède, mais qui sont à replacer dans le contexte de villes de garnison, où les mouvements de troupes et de matériel font partie du quotidien, et où l'on peut tomber nez à nez avec une forteresse « secrète » en allant cueillir des baies sauvages,. Finalement, seul Martin Enbom peut être accusé d'espionnage, pour avoir vendu à son frère, pour la modique somme de 25 couronnes, des informations qu'il avait collectées lors de son service militaire au régiment du Norrbotten, une troupe de cavalerie basée à Boden.
Finalement, on peut donc reprocher aux cinq coaccusés d'Enbom d'avoir eu la langue trop pendue et de ne pas s'être suffisamment méfiés de leur amant, frère, collègue ou ami. Mais les peines de travaux forcés prononcées, pour avoir fait état d'informations largement connues de tous les habitants du Norrbotten, apparaissent particulièrement lourdes. L'historien militaire Stellan Bojerud estime peu probable que ces soi-disant espions aient pu fournir à l'Union soviétique des informations de valeur. Pour lui, les cinq coaccusés d'Enbom ont été les victimes d'une forme de maccarthysme à la suédoise, dont le procureur Werner Ryhninger était le chantre.

### P3 dokumentär om Enbomaffären
Le 28 octobre 2012, la station de radio suédoise P3 a diffusé un documentaire réalisé par Fredrik Johnsson sur l'affaire Enbom.
1. ↑  (sv) 12:06 - 12:43 : Fritiof Enbom kom från enkla förhållanden...
2. ↑  (sv) 12:43 - 12:58 : I september 1939 är dock andra världskriget...
3. ↑  (sv) 12:58 - 13:29 : Enbom kom ju till Bjurå som stationskarl...
4. ↑  (sv) 13:52 - 14:53 : Ganska snart så började misstron...
5. ↑  (sv) 14:55 - 15:28 : Men Enbom börjar snart försumma...
6. ↑  (sv) 15:29 - 15:48 : I Boden träffade Enbom den unge Hugo...
7. ↑  (sv) 16:19 - 16:51 : Hugo Gjersvold och Fritiof Enbom börjar...
8. ↑  (sv) 16:52 - 17:49 : På hösten 1950 söker sig Enbom åter...
9. ↑  (sv) 04:00 - 05:42 : Men vi börjar i Stockholm, närmare bestämmt...
10. ↑  (sv) 06:17 - 06:55 : Han ska ha agerat kurir...
11. ↑  (sv) 07:26 - 07:48 : Det här var under en tid när kalla kriget...
12. ↑  (sv) 08:31 - 08:53 : För oss var det väldigt viktigt att markera...
13. ↑  (sv) 06:55 - 07:26 : Efter den märkliga kvällen beslutar paret Lodin...
14. ↑  (sv) 09:15 - 09:43 : Vilket bland annat ledde att före detta flickvän...
15. ↑  (sv) 10:41 - 10:54 : Enbom hävdar att han haft kodnamnet...
16. ↑  (sv) 20:16 - 20:26 : Men Gjersvold var långtifrån den ende...
17. ↑  (sv) 10:54 - 11:01 : Lilian Ceder har anhållits samma dag...
18. ↑  (sv) 11:11 - 11:45 : Det var precis elfte mars 1952...
19. ↑  (sv) 18:14 - 20:16 : De var ju på hans...
20. ↑  (sv) 20:38 - 20:50 : Och den trettioförsta mars hämtades...
21. ↑  (sv) 20:50 - 23:35 : Och den fjärde april fick...
22. ↑  (sv) 23:36 - 23:45 : Den sjätte april hämtas även...
23. ↑  (sv) 23:45 - 23:50 : Vidare anhålls en kontorist på...
24. ↑  (sv) 29:02 - 29:22 : Men det är inte bara den nedskjutna DC-3:an...
25. ↑  (sv) 09:59 - 10:41 : Inom kort ska det så kallade...
26. ↑  (sv) 24:01 - 24:14 : Pressen har rapporterat intensivt hela våren...
27. ↑  (sv) 24:15 - 24:27 : Men i takt med att utredningen har gått framåt...
28. ↑  (sv) 22:15 - 22:47 : Vissa beslag har gjorts i samband med...
29. ↑  (sv) 24:30 - 25:17 : Han insåg ju ganska snart att...
30. ↑  (sv) 27:11 - 28:48 : Dessutom ska det visa sig att åklagaren...
31. ↑  (sv) 32:05 - 33:00 : Den trettioförsta juli 1952 fick åklagaren...
32. ↑  (sv) 33:36 - 34:01 : Men den sista juli 1952 meddelas...
33. ↑  (sv) 34:02 - 36:34 : Och under höstens hovrättsförhandlingar...
34. ↑  (sv) 36:34 - 38:05 : Men någonting har uppenbarligen skett...
35. ↑  (sv) 03:28 - 03:39 : Ända till sin död 2002 kämpade...
36. ↑  (sv) 49:27 - 49:44 : Advokat Henning Sjöström begär idag resning...
37. ↑  (sv) 53:36 - 53:50 : I april 1975, drygt ett år efter att...
38. ↑  (sv) 77:49 - 78:32 : Nu har Fingal Larssons barn lämnat in en...
39. ↑  (sv) 48:32 - 49:26 : Ett nytt politiskt klimat råder...
40. ↑  (sv) 51:40 - 52:18 : Som ett led i sin resningsansökan...
41. ↑  (sv) 61:57 - 65:47 : Men i januari 1994 sänds programmet...
42. ↑  (sv) 65:48 - 68:56 : Inom några år ska...
43. ↑  (sv) 69:14 - 69:52 : Då tar den nye kontaktmannen...
44. ↑  (sv) 56:09 - 57:05 : Men på vilken nivå hade då Fingal...
45. ↑  (sv) 60:05 - 61:09 : Men även Gjersvold och Enbom hade suttit...
46. ↑  (sv) 72:01 - 72:30 : Det fanns en riktig spion bland det här...
47. ↑  (sv) 70:33 - 71:03 : 1999 gör Tomas Bresky ett program...
48. ↑  (sv) 70:15 - 70:33 : Jag har oerhört svårt att inse...

### Kodnamn: Mikael - Spionaffären Enbom och kalla kriget
Livre de Thomas Bresky paru en 2008.
1. ↑  (sv) Bresky (2008) : Fritiof och Anna-Lisa Enbom fick två barn...
2. ↑  (sv) Bresky (2008) : Så blev det...
3. 1 2 3  (sv) Bresky (2008) : Fritjof Enbom, 1918-1974...
4. ↑  (sv) Bresky (2008) : Huvudmannen Fritjof Enbom...
5. ↑  (sv) Bresky (2008) : Efter tre års studier...
6. ↑  (sv) Bresky (2008) : Lilian Ceder hade redan...

### Autres références
1. ↑  (sv) Date et lieu de naissance proviennent du Wikipédia en suédois.
2. ↑  (sv) La date de décès provient du Wikipédia en suédois.

### Ouvrages en suédois
- (sv) Tomas Bresky, Kodnamn : Mikael - Spionaffären Enbom och kalla kriget. Ordfront. 2008.  (ISBN 978-91-7441-321-2).
- (sv) Henrik Nyquist, Röd Ceder - En svensk spionhistoria. Zoot. 2000.  (ISBN 978-91-9731-302-5).
- (sv) Arne Trankell, Chef för Grupp Norr - En dagdrömmares fantasier i skuggan av det kalla kriget. Norstedts. 1974.  (ISBN 978-91-1744-201-9).

### Dans la presse francophone
- Un procès d'espionnage met en cause des diplomates soviétiques. Le Monde. 18 juin 1952.